# Quatuor avec piano no 3 de Mendelssohn

Le Quatuor avec piano no 3 en si mineur opus 3 (MWV Q 17) pour piano, violon, alto et violoncelle de Felix Mendelssohn fut écrit entre 1824 et 18 janvier 1825, juste avant son seizième anniversaire. Le quatuor fut publié plus tard cette même année avec une dédicace à Goethe que Mendelssohn avait rencontré quelques années auparavant. Les trois premiers quatuors avec piano de Mendelssohn furent ses premières œuvres publiées, d′où leurs numéros d′opus.
L’œuvre comporte quatre mouvements :
1. Allegro molto
2. Andante
3. Allegro molto
4. Allegro vivace

Une interprétation « habituelle » demande un petit plus qu'une demi-heure.